# 舒輅
舒輅（穆麟德轉寫：šulu，？—1752年），他塔喇氏，滿洲正白旗人，清朝政府官員，監生出身，歷任內閣中書、內閣侍讀、批本處行走。
乾隆2年至乾隆7年任山西道監察御史，乾隆4年(1739年)巡視臺灣外轉御史，他於1740年接替諾穆布出任巡視台灣監察御史，該官職滿漢人各一，而滿人的他與楊二酉、張湄為同任御史，1742年任滿升任陝西督糧道。乾隆11年任河南按察使，乾隆12年(1747年)任安徽布政使，護理安徽巡撫。乾隆13年廣西巡撫，乾隆15年任江西巡撫，乾隆16年任河南巡撫，旋改陝西巡撫，乾隆17年卒。
1747年，福建巡撫上奏朝廷1739年－1747年之歷任巡臺御史除了養廉銀之外，強索各縣輪值供應，而巡臺出巡南北兩路，所有夫車等項均強加各縣措辦，又復濫准差拘，多留胥役，滋擾地方等語。因此，他以「積習相沿，因循滋弊」罪名被革職留任查辦。